# Un, deux, trois... (téléfilm)
Pour le roman, voir Un, deux, trois....
Pour les articles homonymes, voir Un, deux, trois (homonymie).
Un, deux, trois… (One, Two, Buckle My Shoe) est un téléfilm britannique de la série télévisée Hercule Poirot, réalisé par Ross Devenish, sur un scénario de Clive Exton, d'après le roman Un, deux, trois... d'Agatha Christie.
Ce téléfilm, qui constitue le 33e épisode de la série, a été diffusé pour la première fois le 19 janvier 1992 sur le réseau d'ITV.

## Synopsis
Tout comme le commun des mortels, Hercule Poirot n'aime pas son dentiste. Mais apparemment quelqu'un l'aime encore moins puisqu'il meurt d'une balle dans la tête peu de temps après avoir soigné l'éminent détective et un banquier très influent, Alistair Blunt. Il se révélera qu'il avait commis une erreur mortelle pour un de ses patients le jour même de sa mort ce qui rend l'hypothèse du suicide très probable. Mais pour Poirot, qui ne se contente jamais d'une solution simple, il s'agit d'un meurtre. D'autres événements le prouveront par la suite.

## Fiche technique
- Titre français : Un, deux, trois…
- Titre original : One, Two, Buckle My Shoe
- Réalisation : Ross Devenish
- Scénario : Clive Exton, d'après le roman Un, deux, trois... (One, Two, Buckle My Shoe, 1940) d'Agatha Christie
- Direction artistique : Peter Wenham
- Décors : Rob Harris
- Costumes : Barbara Kronig
- Photographie : Chris O'Dell
- Montage : Andrew Nelson
- Musique originale : Christopher Gunning
- Casting : Rebecca Howard et Kate Day
- Production : Brian Eastman
  - Production associée : Donald Toms
  - Production exécutive : Nick Elliott
- Sociétés de production : Carnival Films, London Weekend Television
- Durée : 100 minutes
- Pays d'origine :  Royaume-Uni
- Langue originale : Anglais
- Genre : Policier
- Ordre dans la série : 33e - (3e épisode de la saison 4)
- Première diffusion :
  -  Royaume-Uni : 19 janvier 1992

## Distribution
- David Suchet (VF : Roger Carel) : Hercule Poirot
- Philip Jackson (VF : Claude d'Yd) : Inspecteur-chef James Japp
- Joanna Phillips-Lane : Gerda Grant
- Peter Blythe (VF : Michel Paulin) : Alastair Blunt
- Carolyn Colquhoun : Mabelle Sainsbury-Seale
- Christopher Eccleston : Frank Carter
- Karen Gledhill : Gladys Neville
- Laurence Harrington : Henry Morley
- Rosalind Knight (VF : Lily Baron) : Georgina Morley
- Sara Stewart : Jane Olivera
- Helen Horton : Julia Olivera
- Kevork Malikyan : Mr Amberiotis
- Trilby James : Agnes Fletcher (la cuisinière)
- Joe Greco : Alfred Biggs
- Oliver Bradshaw : Mr Hendry
- Jean Ainslie : Alison Hendry
- Bruce Alexander : Albert Chapman
- Mary Healey : Beryl Chapman
- Tom Durham : Lionel Arnholt
- John Carlin : Dr Benett
- George Waring : le 1er coroner
- John Warner : le 2d coroner
- Ben Bazell : le sergent Beddoes
- Dawn Keeler : Mrs Pinner
- Cassandra Holliday : la réceptionniste
- Stephen Bird : un groom
- John Peters : un sergent
- Nigel Bellairs : Mr Leatheran
- Eileen Maciejewska : la manageuse
- Nicolas Brook : un serveur
- Keith Woodhams : un employé de bureau
- Mark Heal : un agent de police
- Chris Spicer : "Claudio"
- Alan Penn : "Antonio"
- Guy Oliver Watts : "Benedick"
- Emma Grey : fille à la marelle
- Julie Smith : fille à la marelle

## Différences avec le roman
Huit personnages du roman (certains y ayant d'ailleurs un rôle mineur et fugitif) n’apparaissent pas dans l'adaptation télévisée : le valet de chambre George, le dentiste Reilly, M. Barnes, Howard Raikes, Mr. Selby, Mrs Adams, Mrs Harrison et Mrs Merton.
Par ailleurs, dans le téléfilm, Julia et Jane Olivera sont respectivement belle-sœur et nièce par alliance d'Alistair Blunt, tandis que Miss Montressor n'a pas de parenté avec le banquier, mais est sa secrétaire particulière.

## Anecdote
- L'étui à cigarettes de Mr Amberiotis est le même accessoire que celui de l'épisode 7 saison 3 Un indice de trop : un étui à cigarettes marqué aux initiales BP.